# Helvina strandi
Helvina strandi är en skalbaggsart som först beskrevs av Stefan von Breuning 1942.  Helvina strandi ingår i släktet Helvina och familjen långhorningar. Inga underarter finns listade i Catalogue of Life.